# Tabanus mandarinus
Tabanus mandarinus är en tvåvingeart som beskrevs av Ignaz Rudolph Schiner 1868. Tabanus mandarinus ingår i släktet Tabanus och familjen bromsar. Inga underarter finns listade i Catalogue of Life.